# Бондаревка (Сахновщинский район)
Бондаревка (укр. Бондарівка) — село, 
Лиговский сельский совет,
Сахновщинский район,
Харьковская область.
Код КОАТУУ — 6324884002. Население по переписи 2001 года составляет 418 (190/228 м/ж) человек.

## Географическое положение
Село Бондаревка находится между реками Орель и Орелька (3 км).
На расстоянии в 2 км расположены сёла Лесовка и Алексеевка.
Рядом проходит автомобильная дорога Т-2109.

## История
- 1870 — дата основания.

## Экономика
- Молочно-товарная ферма.
- Фермерское хозяйство «Омельяненко».

## Достопримечательности
- Братская могила советских воинов. Похоронено 129 воинов.